# Idar-Oberstein
Idar-Oberstein – miasto w zachodnich Niemczech, w kraju związkowym Nadrenia-Palatynat, w powiecie Birkenfeld. Według danych z 2008 roku liczyło ok. 31 tys. mieszkańców.
W mieście rozwinął się przemysł metalowy, skórzany oraz spożywczy.
W Idar-Oberstein urodził się znany amerykański aktor Bruce Willis.

## Współpraca
Miejscowości partnerskie:
- Achicourt, Francja (od 1966)
- Goiânia, Brazylia (od 2004)
- Les Mureaux, Francja (od 1971)
- Margate, Wielka Brytania (od 1981)
- Sosnowiec, Polska (od 2011)